# Gobero
Gobero è un sito archeologico situato nella parte occidentale del deserto del Ténéré, in Niger, sulle sponde di un paleolago scomparso, che ha restituito sepolture dell'Olocene.
Il sito venne identificato nel 2000 nel corso di una ricerca paleontologica nel Niger centrale e venne scavato nel 2005 e 2006 dal team multidisciplinare del "Gobero Archaeological Project", della National Geographic Society, che ha indagato 67 tombe di un sito con due fasi di occupazione, legate a periodi climatici umidi nel deserto del Sahara (Olocene antico e medio). Parallelamente sono stati indagati i depositi lacustri ad esso collegati.

## Prima fase di occupazione
La prima fase di occupazione, datata tra il 7700 e il 6200 a.C., ha restituito una necropoli con 17 sepolture, associate ad un insediamento stabile. La necropoli è riferibile ad una popolazione di cacciatori/pescatori e raccoglitori di alta statura, etnicamente simile alle popolazioni iberomaurusiane e capsiane del Maghreb e ai tipi umani mechtoidi del Mali e della Mauritania. Utilizzavano recipienti in ceramica e i manufatti mostrano affinità con la cultura kiffiana (dal sito di Adrar-n-Kiffi, presso Adrar Bous, a circa 500 km più a nord). I defunti venivano seppelliti in posizione flessa e supini.
Alla fine del periodo un innalzamento nel livello del lago sommerse il più antico insediamento e costrinse gli abitanti a spostarsi verosimilmente poco lontano. Successivamente, a seguito di un nuovo periodo arido, il lago si prosciugò e il sito venne abbandonato per circa un millennio.

## Seconda fase di occupazione
Con il ritorno di condizioni climatiche umide, il paleolago si riformò, sebbene probabilmente più basso che in precedenza, e si ebbe una seconda fase di occupazione, datata tra il 5200 e il 2500 a.C., riferibile ad una popolazione di minore statura e meno robusta, che non sembra collegata ad alcun gruppo etnico noto del medio olocene.
I defunti erano sepolti in posizione semiflessa ed adagiati su uno dei fianchi e in alcuni casi presentavano un ridotto corredo funerario e ornamenti personali. Una donna adulta e due bambini, morti insieme, ma senza segni di traumi, vennero sepolti con le braccia e le gambe allacciati ed erano stati deposti su un letto di fiori dei quali si sono rinvenute le tracce dei pollini.
L'industria litica presenta i coltelli a disco, un tipico manufatto della cultura tenereana e come questa utilizzava una roccia verdastra a grana fine, per la quale era stato supposto un commercio a lunga distanza. La pietra è stata invece identificata dagli scopritori come felsite, una roccia vulcanica costituita da feldspato microcristallino, e la sua origine è stata riconosciuta in un sito di estrazione posto circa 160 km più a nord del Gobero, sul massiccio dell'Aïr (Alallaka wadi). Altri siti estrattivi dovevano probabilmente esistere nella stessa area.
Un insediamento stabile sembra testimoniato dalle numerose sepolture, spesso di individui molto giovani e dall'abbondanza di scorie della lavorazione della pietra.
La dieta era fortemente differenziata, forse in risposta a difficoltà climatiche, comprendendo molluschi, pesci e animali selvatici uccisi nella caccia, tra i quali tartarughe e coccodrilli. Erano presenti bovini addomesticati, che però non sembrano essere stati utilizzati per la carne. La raccolta di cereali doveva integrare l'alimentazione.
Con un nuovo periodo arido il lago dovette nuovamente prosciugarsi, causando la fine dell'occupazione stabile. Il sito fu tuttavia ancora frequentato fino in epoca storica da pastori nomadi.